# Erkundungen (Buchreihe)
Erkundungen ist der Titel einer Buchreihe des Verlages Volk und Welt Berlin. Die 64 Titel der Reihe sind ausnahmslos Sammelbände, die Erzählungen von Autoren eines Landes oder einer Region enthalten. Der erste Titel erschien 1966.
Im Anhang der Bücher der Reihe sind Kurzbiografien der Autoren veröffentlicht.
Zahlreiche Titel dieser Reihe wurden mehrfach aufgelegt. Von einigen Bänden wurden später Folgebände herausgegeben. So wurde 24 chilenische Erzähler (1974) gefolgt von 22 chilenische Autoren (1976). 1996 wurde mit 20 Erzähler aus der englischsprachigen Karibik der letzte Titel zusammengestellt. Die Buchreihe ist abgeschlossen, da der Verlag Volk und Welt Berlin im Jahre 2001 liquidiert wurde.

## Werke nach Herkunft der Erzähler

### A–B
- Erkundungen: 27 afrikanische Erzähler (Hrsg. Burkhard Forstreuter) 1978, 295 S.
- Erkundungen: 32 ägyptische Erzähler (Hrsg. Doris Kilias) 1989, 334 S.
- Erkundungen: 8 albanische Erzähler (Hrsg. Oda Buchholz und Wilfried Fiedler) 1976, 323 S.
- Erkundungen: 22 algerische Erzähler (Hrsg. Bernd Schirmer) 1973, 1975, 339 S.
- Erkundungen: 17 arabische Erzähler (Hrsg. Róbert Simon) 1971, 286 S.
- Erkundungen: 20 argentinische Erzähler (Hrsg. Andreas Klotsch) 1975, 1977, 1980, 336 S.
- Erkundungen: 31 australische Erzähler (Hrsg. Hans Petersen) 1976, 1977, 1980, 315 S.
- Erkundungen: 21 Erzähler aus Belgien und den Niederlanden [1] (Hrsg. Alfred Antkowiak) 1976, 1977, 1978, 314 S.
- Erkundungen: 21 Erzähler aus Belgien und den Niederlanden [2] (Hrsg. Udo Birckholz) 1984, 1989, 369 S.
- Erkundungen: 38 brasilianische Erzähler (Hrsg. Erhard Engler) 1988, 323 S.
- Erkundungen: 18 bulgarische Erzähler (Hrsg. Barbara Antkowiak) 1974, 1976, 312 S.

### C–F
- Erkundungen: 24 chilenische Erzähler [1] (Hrsg. Andreas Klotsch) 1974, 369 S.
- Erkundungen: 22 chilenische Autoren [2] (Hrsg. Joachim Meinert) 1976, 1978, 303 S.
- Erkundungen: 16 chinesische Erzähler (Hrsg. Irmtraud Fessen-Henjes) 1984, 1986, 344 S.
- Erkundungen: 15 dänische Erzähler [1] (Hrsg. Alfred Antkowiak) 1970, 1972, 1981, 321 S.
- Erkundungen: 31 dänische Erzähler [2] (Hrsg. Rudolf Kähler) 1985, 1987, 386 S.
- Erkundungen: 23 englische Erzähler (Hrsg. Hans Petersen) 1971, 1973, 305 S.
- Erkundungen: 22 Erzähler aus Finnland (Hrsg. Gisbert Jänicke) 1986, 1988, 374 S.
- Erkundungen: 22 französische Erzähler [1] (Hrsg. Klaus Möckel) 1966, 1968, 321 S.
- Erkundungen: 35 französische Erzähler [2] (Hrsg. Carola Gerlach) 1990, 378 S.

### G–I
- Erkundungen: 24 griechische Erzähler (Hrsg. Thomas Nicolaou) 1977, 340 S.
- Erkundungen: 23 Erzählungen aus Indien (Hrsg. Petra Hörder) 1990, 273 S.
- Erkundungen: 28 irakische Erzähler (Hrsg. Wiebke Walther) 1985, 335 S.
- Erkundungen: 30 irische Erzähler (Hrsg. Hans Petersen) 1979, 1981, 1981?, 1987, 359 S.
- Erkundungen: 27 isländische Erzähler (Hrsg. Bruno Kress) 1980, 1981, 278 S.
- Erkundungen: 20 Erzähler aus Israel (Hrsg. Jutta Janke) 1987, 1989, 326 S.
- Erkundungen: 27 italienische Erzähler [1] (Hrsg. Thea Mayer) 1970, 1974, 356 S.
- Erkundungen: 23 italienische Erzähler [2] (Hrsg. Ion Albu-Stănescu und Heidi Brang) 1991, 310 S.

### J–K
- Erkundungen: 19 japanische Erzähler [1] (Hrsg. Marianne Bretschneider und Heinz Haase) 1989, 372 S.
- Erkundungen: 12 Erzähler aus Japan [2] (Hrsg. Eiko Saito) 1992, 284 S.
- Erkundungen: 28 jugoslawische Erzähler (Hrsg. Barbara Antkowiak) 1979, 1981, 331 S.
- Erkundungen: 26 kanadische Erzähler (Hrsg. Karla El-Hassan, Helga Militz) 1986, 1990, 346 S.[1]
- Erkundungen: 20 Erzähler aus der englischsprachigen Karibik (Hrsg. Julia Albrecht) 1996, 261 S.
- Erkundungen: 17 kongolesische Erzähler (Hrsg. Reinhard Gerlach und Hubert Kröning) 1984, 265 S.
- Erkundungen: 33 kubanische Erzähler [1] (Hrsg. Hans-Otto Dill) 1976, 1978, 348 S.
- Erkundungen: 39 kubanische Erzähler [2] (Hrsg. Hans-Otto Dill) 1987, 409 S.

### M–O
- Erkundungen: 22 Erzähler aus Mexiko (Hrsg. Andreas Klotsch) 1991, 326 S.
- Erkundungen: 50 Erzähler aus Mittelamerika (Hrsg. Carlos Rincón) 1988, 412 S.
- Erkundungen: 20 mongolische Erzählungen (Hrsg. Renate Bauwe-Radna) 1976, 312 S.
- Erkundungen: 19 norwegische Erzähler (Hrsg. Rudolf Kähler) 1975, 1976, 292 S.
- Erkundungen: 41 österreichische Erzähler (Hrsg. Dietrich Simon) 1983, 1985, 429 S.

### P–R
- Erkundungen: 16 palästinensische Erzähler (Hrsg. Heinz Odermann und Wolfgang Skillandat) 1983, 248 S.
- Erkundungen: 19 polnische Erzähler (Hrsg. Jutta Janke) 1972, 1974, 384 S.
- Erkundungen: 30 portugiesische Erzähler [1] (Hrsg. Ilse Losa) 1973, 320 S.
- Erkundungen: 27 Erzähler aus Portugal [2] (Hrsg. Andreas Klotsch) 1993, 247 S.
- Erkundungen: 21 Erzähler vom Rio de la Plata (Hrsg. Haus der Kulturen der Welt) 1993, 294 S.
- Erkundungen: 24 rumänische Erzählungen [1] (Hrsg. Ria Wurche) 1969, 333 S.
- Erkundungen: 33 rumänische Erzähler [2] (Hrsg. Eva Behring) 1985, 359 S.
- Erkundungen: 12 Erzähler aus Russland (Hrsg. Sergej Kaledin) 1992, 315 S.

### S–T
- Erkundungen: 22 schwedische Erzähler (Hrsg. Alfred Antkowiak) 1967, 377 S.
- Erkundungen, erotische: 11 schwedische Frauen erzählen (Hrsg. Gisela Kosubek) 1995, 237 S.
- Erkundungen: 35 Schweizer Erzähler [1] (Hrsg. Roland Links) 1974, 1975, 342 S.
- Erkundungen: 42 Schweizer Erzähler [2] (Hrsg. Ingeborg Quaas) 1984, 1986, 379 S.
- Erkundungen: 21 spanische Erzähler (Hrsg. Andreas Klotsch) 1969, 1973, 296 S.
- Erkundungen: 22 syrische Erzähler (Hrsg. Doris Erpenbeck) 1978, 1982, 253 S.
- Erkundungen: 24 tschechische und slowakische Erzähler (Hrsg. Karl-Heinz Jähn) 1979, 1980, 1981, 312 S.
- Erkundungen: 9 türkische Erzähler (Hrsg. Füruzan) 1982, 367 S.

### U–Z
- Erkundungen: 20 ungarische Erzähler [1] (Hrsg. Georgina Baum) 1973, 1975, 349 S.
- Erkundungen: 21 ungarische Erzähler [2] (Hrsg. Vera Thies) 1983, 329 S.
- Erkundungen: 26 Erzählungen aus Venezuela (Hrsg. Carlos Rincón) 1981, 1983, 326 S.
- Erkundungen: 16 vietnamesische Erzähler (Hrsg. Aljonna und Klaus Möckel) 1977, 1979, 292 S.
- Erkundungen: 28 walisische Erzähler (Hrsg. Hans Petersen) 1988, 404 S.
- Erkundungen: 19 westdeutsche Erzähler [1] (Hrsg. Werner Liersch) 1964, 1965, 285 S.
- Erkundungen: 24 Erzähler aus der BRD und Westberlin [2] (Hrsg. Werner Liersch) 1977, 1978, 1980, 322 S.